# Marchen aus dem Orient
Marchen aus dem Orient (Fiabe dall'Oriente) op. 444, è un valzer di Johann Strauss (figlio).

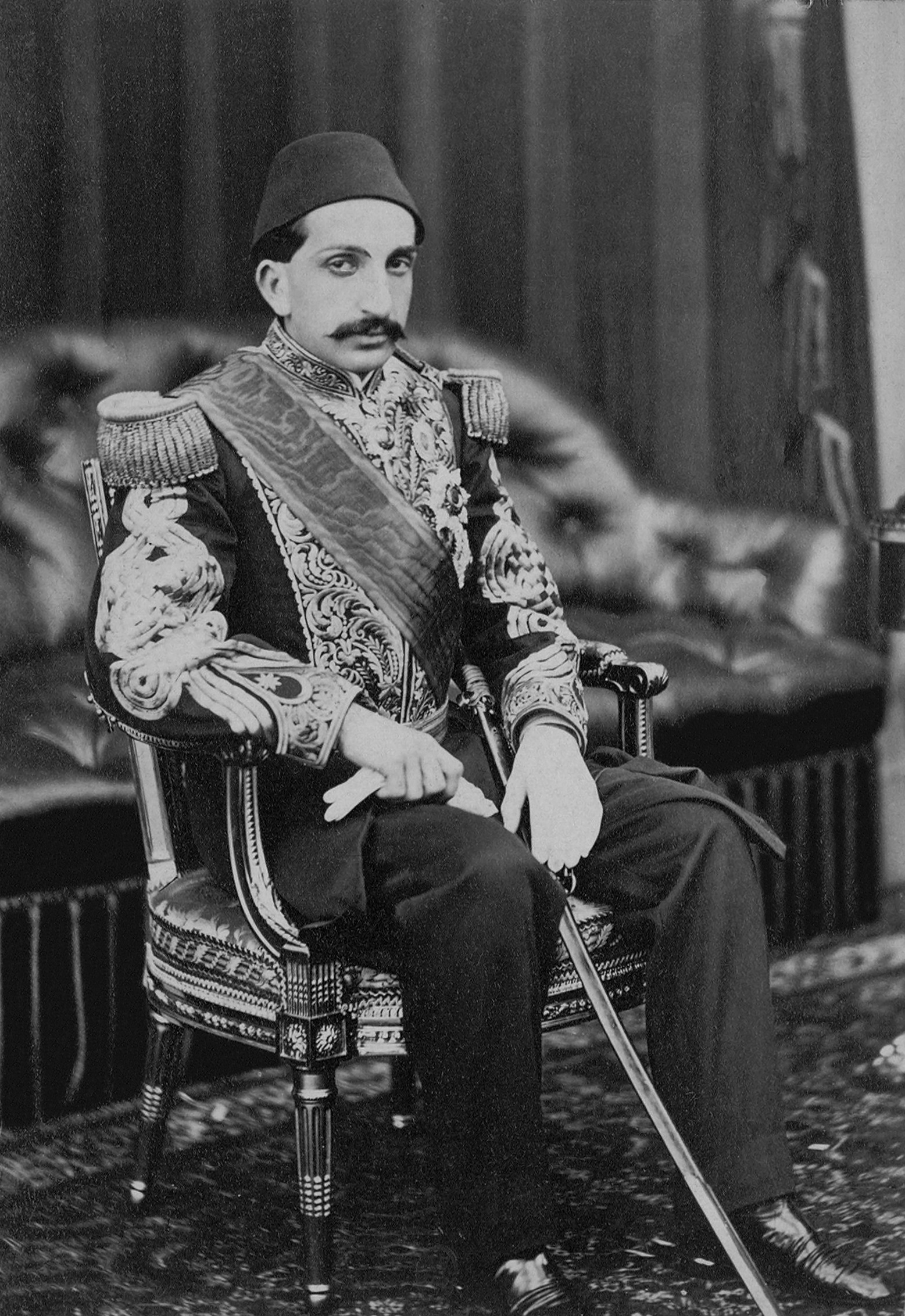
Abdul-Hamid II, 34º Sultano dell'Impero Ottomano.

Il successo che Johann Strauss e suo fratello Eduard Strauss accumularono, soprattutto grazie alla dediche musicali a personalità illustri del loro tempo (Re, Imperatori, Principi...) si può intuire dalle serie di decine di onorificenze, principalmente medaglie, che ricevettero per le loro composizioni. Nel 1892, Johann non aveva ancora ricevuto la medaglia dell'ordine Turco-Medjidye. Il riconoscimento venne conferito al compositore dal Sultano Abdul-Hamid II (1842-1918), a cui Johann dedicò il suo valzer Marchen aus dem Orient, scritto come omaggio per il cinquantesimo compleanno del sovrano ottomano, il 21 settembre 1892.
Anche se è noto che Abdul-Hamid (34ª Gran Sultano dell'impero ottomano, la cui spietata crudeltà gli meritarono l'appellativo di "Sultano rosso") abbia visitato Vienna nel 1889, non vi è alcuna prova che si incontrò con Johann Strauss.
In ogni caso il sultano non fu presente tra il pubblico quando Johann condusse personalmente la prima di Marchen aus dem Orient al concerto di beneficenza di suo fratello, Eduard Strauss, nella sala grande del Musikverein di Vienna, il 27 novembre 1892.
Il critico del Neue Freie Presse (30-11-1892) osservò:
(Neue Freie Presse)
Un altro critico, in modo più poetico, dichiarò:
Secondo Ignaz Schnitzer (1839-1921), librettista di Strauß nell'operetta Der Zigeunerbaron (Lo zingaro Barone), Johann si sarebbe ispirato per il titolo Marchen aus dem Orient dal ritornello di un'aria di un'opera incompiuta, Der Schelm von Bergen, alla quale Schnitzer collaborò fino a quando il progetto fu abbandonato nel 1886.